# Wilhelm Maurenbrecher
Karl Peter Wilhelm Maurenbrecher (Bonn, 1838. december 21. – Lipcse, 1892. november 6.) német történetíró.

## Élete
1861-ben filozófiadoktorrá avatták, a következő évben pedig ugyanott habilitálták magántanárrá. Az 1862. és 1863. év nagy részét Simancas-ban (Spanyolországban) töltötte levéltári kutatásokkal elfoglalva, majd mint a történelem tanára meghívást kapott 1867-ben a dorpati, 1869-ben a königsbergi, 1877-ben a bonni és 1884-ben a lipcsei egyetemre, melyek mindegyikén kiváló tevékenységet fejtett ki. 1881-től szerkesztője volt a Historisches Taschenbuch vállalatnak.

## Legismertebb művei
- Karl V. und die deutschen Protestanten 1545-1555 (Düsseldorf, 1865)
- England im Reformationszeitalter (uo. 1866)
- Don Carlos (Berlin, 1876)
- Studien und Skizzen zur Gerschichte der Reformationszeit (Lipcse, 1874)
- Königthum und Verfassung in Preussen (Bonn, 1878)
- Geschichte der katholischen Reformation (I. kötet Nördlingen, 1880)
- Die preussische Kirchenpolitik u. der Kölner Kirchenstreit (Stuttgart, 1881)